# Espresso Macchiato
"Espresso macchiato" é uma canção do rapper e cantor estoniano Tommy Cash, escrita junto com Johannes Naukkarinen. A música foi lançada a 7 de dezembro de 2024 e representou a Estónia no Festival Eurovisão da Canção 2025.

## Festival Eurovisão da Canção 2025
A 6 de novembro de 2024, Tommy Cash foi anunciado como um dos participantes do Eesti Laul 2025, a seleção da Estónia para o Festival Eurovisão da Canção 2025, com a música «Espresso macchiato». A música sagrou-se vencedora do concurso e representará o país na Eurovisão de 2025.